# Harry M. Moore
Harry Martin Moore (* 16. November 1895 in Peoria, Arizona-Territorium; † 20. November 1942 in Phoenix, Arizona) war ein US-amerikanischer Offizier und Politiker (Demokratische Partei).

## Werdegang
Harry Martin Moore, Sohn von Annie V. Martin (1871–1965) und Ira A. Moore (1863–1931), wurde 1895 im Maricopa County geboren. Über seine Jugendjahre ist nichts bekannt. Während des Ersten Weltkrieges verpflichtete er sich als Private in der US-Army. Moore diente in der 158. Arizona Infantry, welche Teil der 40. Division war. In der Folgezeit wurde er als einer von annähernd 80 Mann von der 40. Division ausgewählt, um an der Field Artillery Central Officers Training School im Camp Zachary Taylor in Louisville (Kentucky) eine Offiziersausbildung zu durchlaufen.
Nach dem Krieg war er als stellvertretender Secretary of State von Arizona und als Kämmerer vom Maricopa County tätig. Moore wurde 1936 zum State Treasurer von Arizona gewählt – ein Posten, welchen er von 1937 bis 1939 innehatte. 1838 wurde er zum Secretary of State gewählt. Seinen Amtseid legte er am 2. Januar 1939 ab. Moore wurde zweimal wiedergewählt, verstarb aber vor dem Beginn seiner dritten Amtszeit am 20. November 1942 im Good Samaritan Hospital in Phoenix (Arizona), 20 Stunden nach einer Notoperation am Blinddarm.
Am 20. Oktober 1942 heiratete er die Geschäftsfrau Clara Wimberly Dawson in Phoenix, Tochter von Mr. und Mrs. Robert Leonard Wimberly aus Tulsa (Oklahoma). Ihre Hochzeitsreise unternahmen sie an die Pazifikküste und zwar zu Moores Ranch in Oregon.
Moore wurde am 25. November 1942 auf dem Glendale Memorial Park in Glendale (Arizona) bestattet.